# Antoni Gąsiorowski

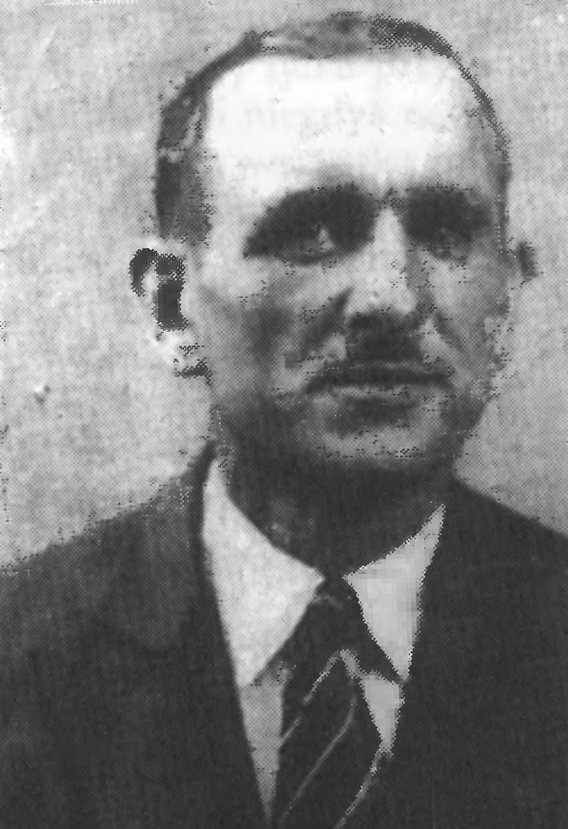
Antoni Gąsiorowski

Antoni Gąsiorowski (* 1. Juni 1901 in Wierzenica; † vermutlich 26. Juni 1943 in Posen), auch bekannt unter dem Aliasnamen Ślepy Antek (Deutsch: Blinder Antek), war ein polnischer Widerstandskämpfer gegen die deutsche Besetzung Polens.

## Leben
In der Zwischenkriegszeit war Gąsiorowski als Fuhrmann und Kleinhändler tätig. In seiner Jugend verlor er das rechte Auge und wurde daher „Blinder Antek“ genannt.
Während der deutschen Besetzung Polens trat er Anfang 1942 in den Verband für den bewaffneten Kampf (Związek Walki Zbrojnej) ein, aus dem dann im Februar desselben Jahres die Heimatarmee (Armia Krajowa) hervorging. Gąsiorowski nahm den Tarnnamen „Der Blinde“ (Ślepy) an. Es gelang ihm, weitere Personen aus seinem Umfeld für die Untergrundarbeit zu gewinnen, darunter seinen Bruder Władysław.
Antoni Gąsiorowski war als führender Kopf an der Aktion „Bollwerk“ beteiligt, dem größten Sabotageakt der Heimatarmee während der NS-Besatzungszeit in Posen. In der Nacht vom 20. auf den 21. Februar 1942 konnten am Posener Flusshafen Magazinräume in Brand gesetzt werden, in denen etwa Winterkleidung und Decken für die Wehrmacht lagerten. Der Schaden wurde auf mehr als eine Million Reichsmark geschätzt.
Am 25. Juni 1943 wurde Gąsiorowski von der Gestapo verhaftet. Akten zufolge starb er einen Tag später. Als Todesursache wurden Bauchschmerzen angegeben. Aller Wahrscheinlichkeit wurde er jedoch zum Tode gefoltert. Auch seine Familie erlebte Repressionen und Verfolgung. So wurden sein Bruder Władysław und Neffe Henryk Kwiatkowski hingerichtet. Antonis Frau Józefa überlebte das KZ Ravensbrück.

## Ehrungen
1982 wurde am Kai des ehemaligen Flusshafens in Posen eine Gedenktafel enthüllt, die an die Aktion „Bollwerk“ erinnert. Unter den Namen der daran beteiligten Personen ist dort auch Antoni Gąsiorowski zu finden. Im Stadtteil Chwaliszewo wurde später eine Gasse nach dem „Blinden Antek“ genannt. Am 16. Juli 2022 wurde dort eine Gedenktafel enthüllt, die an Gąsiorowski erinnert.